# 제인 마플
제인 마플(Miss Jane Marple)은 애거사 크리스티의 소설에 등장하는 인물로 총 14편의 작품에 등장한다. 보통은 미스 마플로 불린다. 그는 소설에서 뜨개질을 하는 노부인으로 묘사되며, 뛰어난 기억력과 예리한 관찰력으로 사건을 해결한다. 미스 마플이 처음 등장하는 사건은 《목사관 살인사건》(The Tuesday Night Club)이다.
소설에 의하면 그가 사는 곳은 세인트 메리 미드라는 조용한 시골 마을이다. 그는 사건을 맡으면 자신의 마을에서 일어났던 사소한 사건들에 비추어 이를 해결하곤 했다. 그가 마지막으로 등장하는 작품은 《잠자는 살인》인데, 에르퀼 푸아로와는 달리 그는 이 작품에서 최후를 맞지 않는다.
영국 BBC는 제인 마플을 주인공으로 한 드라마 《미스 마플》과 《애거사 크리스티의 마플》을 제작·방영했다. 이 드라마는 2011년 케이블 채널을 통해 한국에서도 방영됐다.

## 제인 마플이 등장한 소설

### 미스 마플이 등장하는 장편 소설
- 목사관의 살인(1930), 해문출판사에서는 '목사관 살인사건'이라는 제목으로 출판됨
- 서재의 시체(1942)
- 움직이는 손가락(1943)
- 살인을 예고합니다(1950), 해문출판사에서 '예고살인'이라는 제목으로 출판됨
- They Do It with Mirrors(1952), 해문출판사에서 '마술살인'이라는 제목으로 출판됨
- A Pocket Full of Rye(1953), 해문출판사에서 '주머니 속의 죽음'이라는 제목으로 출판됨
- 패딩턴발 4시 50분(1957)
- 깨어진 거울(1962)
- 카리브 해의 미스터리(1964), 해문출판사: '카리브 해의 비밀'
- At Bertram's Hotel(1965), 해문출판사에서 '버트램 호텔에서'라는 제목으로 출판됨
- Nemesis(1971), 해문출판사에서 '복수의 여신'이라는 제목으로 출판됨
- Sleeping Murder(1976), 해문출판사에서 '잠자는 살인'이라는 이름으로 출판됨

### 미스 마플이 등장하는 단편 소설
- 열세 가지 수수께끼(1932), 해문출판사에서는 '화요 클럽의 살인'이라는 제목으로 출판됨
  - "The Tuesday Night Club"
  - "Ingots of Gold"
  - "The Blood-Stained Pavement"
  - "The Idol House of Astarte"
  - "Motive v. Opportunity"
  - "The Thumb Mark of St. Peter"
  - "The Blue Geranium"
  - "The Companion"
  - "The Four Suspects"
  - "A Christmas Tragedy"
  - "The Herb of Death"
  - "The Affair at the Bungalow"
  - "Death by Drowning"
- Miss Marple's Final Cases and Two Other Stories(1979)
  - "Strange Jest"
  - "The Tape-Measure Murder"
  - "The Case of the Perfect Maid"
  - "The Case of the Caretaker"
  - "Sanctuary"
  - "The Dressmaker's Doll"
  - "Greenshaw's Folly"
  - "Miss Marple Tells a Story"

## 추리법 및 롤 모델
'목사관에서의 살인'에서는 참견 잘하는 신랄한 인물로 그려져 있다. 그 이후의 작품에서는 신랄하지만 온화한 인물로 묘사되며 이로 인해 현재는 부드러운 할머니의 이미지를 가지고 있다.
추리 스타일이나 등장 작품의 분위기로 보아 안락의자형 탐정이라 생각하기 쉽겠지만 대부분의 사건에서 현장을 방문하기도 하는 등의 모습을 보이며 다른 탐정 소설과 비슷하게 진행된다.
미스 마플의 롤 모델이 된 인물은 저자인 애거사 크리스티의 할머니로 볼 수 있다. 또한 캐릭터의 원형이라고 할 만한 인물이 '애크로이드 살인사건'에 등장하는 셰퍼드 의사의 누이인 캐롤라인이다.